# Heinrichius nobilis
Heinrichius nobilis är en insektsart som beskrevs av Willy Adolf Theodor Ramme 1941. Heinrichius nobilis ingår i släktet Heinrichius och familjen gräshoppor. Inga underarter finns listade i Catalogue of Life.